# NGC 325
NGC 325 (również PGC 3454) – galaktyka spiralna (Sc), znajdująca się w gwiazdozbiorze Wieloryba. Odkrył ją Albert Marth 27 września 1864 roku. Niektóre źródła błędnie używają nazwy NGC 325 w odniesieniu do sąsiedniej galaktyki NGC 321.